# 短吻杯吸盤魚
短吻杯喉盤魚為輻鰭魚綱鱸形目喉盤魚亞目喉盤魚科的其中一種，分布於東南太平洋的Juan Fernández島海域，屬底棲性魚類。